# Nazionale femminile di pallavolo della Spagna
La nazionale femminile di pallavolo della Spagna è una squadra europea composta dalle migliori giocatrici di pallavolo della Spagna ed è posta sotto l'egida della Federazione pallavolistica della Spagna.

## Rosa
Segue la rosa delle giocatrici convocate per l'European Golden League 2024.
| N° | Nome             | Ruolo | Data di nascita   | Squadra              |
| -- | ---------------- | ----- | ----------------- | -------------------- |
| 2  | Zoi Mavrommatis  | S     | 9 agosto 2005     | Emevé                |
| 4  | Lola Hernández   | C     | 12 luglio 2003    | Heidelberg           |
| 5  | Paola Martínez   | O     | 5 luglio 1998     | Charleroi            |
| 6  | Alejandra Pérez  | S     | 11 maggio 2004    | Emevé                |
| 7  | Margalida Piza   | L     | 25 luglio 2000    | Haris                |
| 8  | Carlota García   | C     | 21 febbraio 1992  | Heidelberg           |
| 9  | Patricia Aranda  | P     | 27 giugno 1979    | Emevé                |
| 10 | Paula Carpintero | S     | 17 maggio 1999    | Haro                 |
| 11 | Julia de Paula   | S     | 7 luglio 2005     | Developres Rzeszów   |
| 12 | Lucía Varela     | C     | 10 agosto 2003    | Quimper              |
| 13 | Patricia Llabrés | L     | 15 aprile 1996    | Schweriner           |
| 15 | Lucía Prol       | S     | 30 novembre 1999  | Emevé                |
| 16 | María Segura     | S     | 10 giugno 1992    | MTV Stoccarda        |
| 18 | Carla Jiménez    | C     | 14 giugno 2002    | Ciutadella           |
| 20 | Raquel Montoro   | O     | 25 novembre 2002  | Haris                |
| 22 | Raquel Lázaro    | P     | 4 gennaio 2000    | Potsdam              |
| 28 | Carolina Camino  | S     | 28 settembre 2003 | Emevé                |
| 29 | María Schlegel   | S     | 29 agosto 1993    | Atenienses de Manatí |

## Risultati

### Competizioni FIVB
| 1964 | non qualificata | -            |
| 1968 | non qualificata | -            |
| 1972 | non qualificata | -            |
| 1976 | non qualificata | -            |
| 1980 | non qualificata | -            |
| 1984 | non qualificata | -            |
| 1988 | non qualificata | -            |
| 1992 | 8º posto        | Convocazioni |
| 1996 | non qualificata | -            |
| 2000 | non qualificata | -            |
| 2004 | non qualificata | -            |
| 2008 | non qualificata | -            |
| 2012 | non qualificata | -            |
| 2016 | non qualificata | -            |
| 2020 | non qualificata | -            |
| 2024 | non qualificata | -            |

| 1952 | non qualificata | -            |
| 1956 | non qualificata | -            |
| 1960 | non qualificata | -            |
| 1962 | non qualificata | -            |
| 1967 | non qualificata | -            |
| 1970 | non qualificata | -            |
| 1974 | non qualificata | -            |
| 1978 | non qualificata | -            |
| 1982 | 20º posto       | Convocazioni |
| 1986 | non qualificata | -            |
| 1990 | non qualificata | -            |
| 1994 | non qualificata | -            |
| 1998 | non qualificata | -            |
| 2002 | non qualificata | -            |
| 2006 | non qualificata | -            |
| 2010 | non qualificata | -            |
| 2014 | non qualificata | -            |
| 2018 | non qualificata | -            |
| 2022 | non qualificata | -            |

| 1973 | non qualificata | -            |
| 1977 | non qualificata | -            |
| 1981 | non qualificata | -            |
| 1985 | non qualificata | -            |
| 1989 | non qualificata | -            |
| 1991 | 11º posto       | Convocazioni |
| 1995 | non qualificata | -            |
| 1999 | non qualificata | -            |
| 2003 | non qualificata | -            |
| 2007 | non qualificata | -            |
| 2011 | non qualificata | -            |
| 2015 | non qualificata | -            |
| 2019 | non qualificata | -            |
| 2023 | non qualificata | -            |

### Competizioni CEV
| 1949 | non qualificata | -            |
| 1950 | non qualificata | -            |
| 1951 | non qualificata | -            |
| 1955 | non qualificata | -            |
| 1958 | non qualificata | -            |
| 1963 | non qualificata | -            |
| 1967 | non qualificata | -            |
| 1971 | non qualificata | -            |
| 1975 | non qualificata | -            |
| 1977 | non qualificata | -            |
| 1979 | non qualificata | -            |
| 1981 | non qualificata | -            |
| 1983 | non qualificata | -            |
| 1985 | non qualificata | -            |
| 1987 | non qualificata | -            |
| 1989 | non qualificata | -            |
| 1991 | non qualificata | -            |
| 1993 | non qualificata | -            |
| 1995 | non qualificata | -            |
| 1997 | non qualificata | -            |
| 1999 | non qualificata | -            |
| 2001 | non qualificata | -            |
| 2003 | non qualificata | -            |
| 2005 | 12º posto       | Convocazioni |
| 2007 | 15º posto       | Convocazioni |
| 2009 | 9º posto        | Convocazioni |
| 2011 | 11º posto       | Convocazioni |
| 2013 | 16º posto       | Convocazioni |
| 2015 | non qualificata | -            |
| 2017 | non qualificata | -            |
| 2019 | 15º posto       | Convocazioni |
| 2021 | 20º posto       | Convocazioni |
| 2023 | 13º posto       | Convocazioni |

| 2009 | 6º posto        | Convocazioni |
| 2010 | 5º posto        | Convocazioni |
| 2011 | 8º posto        | Convocazioni |
| 2012 | 7º posto        | Convocazioni |
| 2013 | non qualificata | -            |
| 2014 | 5º posto        | Convocazioni |
| 2015 | non qualificata | -            |
| 2016 | 6º posto        | Convocazioni |
| 2017 | 3º posto        | Convocazioni |
| 2018 | 10º posto       | Convocazioni |
| 2019 | 4º posto        | Convocazioni |
| 2021 | 3º posto        | Convocazioni |
| 2022 | 8º posto        | Convocazioni |
| 2023 | non qualificata | -            |
| 2024 | 6º posto        | Convocazioni |
| 2025 | 9º posto        | Convocazioni |

### Competizioni zonali
| 1975 | non qualificata | -            |
| 1979 | 5º posto        | Convocazioni |
| 1983 | non qualificata | -            |
| 1987 | non qualificata | -            |
| 1991 | 6º posto        | Convocazioni |
| 1993 | 5º posto        | Convocazioni |
| 1997 | non qualificata | -            |
| 2001 | 5º posto        | Convocazioni |
| 2005 | 6º posto        | Convocazioni |
| 2009 | non qualificata | -            |
| 2013 | non qualificata | -            |
| 2018 | 6º posto        | Convocazioni |
| 2022 | 4º posto        | Convocazioni |